# HosanaFest
HosanaFest je festival hrvatskih duhovnih pjesama koji se održava svake godine u Subotici, u autonomnoj pokrajini Vojvodini, u Republici Srbiji. Jedan je od festivala natjecateljskog karaktera cro sacro scene.
Zamisao o ovakvom festivalu je nastala na Danu mladih Subotičke biskupije, tradicionalnoj manifestaciji, koja se te godine održala 2. svibnja 2005. u Somboru.
Vlč. dr. Marinko Stantić, inicijator i utemeljitelj festivala, po uzoru na Uskrsfest, želio je u Subotici realizirati ideju da se za mladež organizira duhovni festival, kao manifestacija koja će spojiti vjeru i glazbu, a koja će kršćanskoj mladeži biti prigodom za okupljanje i druženje. Oko sebe je okupio Organizacijski odbor koji su zadali cilj ovom festivalu, a to je "pjesmom slaviti Gospodina, potaknuti na veću pobožnost, a ujedno pomoći ljudima (osobito mladima i glazbenicima) ostvariti Bogom dane talente."
Festival je dobrotvornoga karaktera. Jedno vrijeme mu je cilj bio pomoći Humanitarno-terapijsku zajednicu za pomoć ovisnicima – Hosana, koja je djelovala na teritoriju Subotičke biskupije, također osnovanu od strane vlč. dr. Marinka Stantića.
Pravila HosanaFesta zahtijevaju da stihovi pjesama prijavljenih za ovaj festival moraju biti pisani na hrvatskom jeziku, književnom ili nekom od hrvatskih narječja. Pjesme se mora pjevati na hrvatskom jeziku, jer organizatori žele da se on može čuti u ovom kraju te pokazati festival koji rade i organiziraju Hrvati, i da bude na ponos svim Hrvatima s tih prostora. Zato ovaj festival je uloge očuvanja jezika i tradicije
Skladbe moraju biti izvorni rad, a dopušta se prerada tekstova iz Biblije.
Festival se održava u mjesecu rujnu, osim ako Organizacijski odbor ne odluči drugačije.

## Organizacijski odbori
- 2005. – 2010.: predsjednik vlč. dr. Marinko Stantić; potpredsjednik Kristian Molnar; tajnik Sanela Kolar; blagajnik Mirko Šokčić; Vedran Jegić; Vedran Kuntić; Gordana Stantić; prof. Kata Suknović; dipl. iur. Ladislav Suknović; dr. Ivica Šuvak; prof. Mira Temunović; Lazar Baraković; dipl. iur. Svetlana Zelić.
- 2011. – 2015.: predsjednik vlč. dr. Marinko Stantić potpredsjednik Kristian Molnar tajnik Sanela Molnar blagajnik Mirko Šokčić ostali članovi Organizacijskog odbora Vedran Jegić Vedran Kuntić Jelena Buljovčić prof. Kata Suknović dipl. iur. Ladislav Suknović Marga Buljovčić Nevena Mlinko Lazar Baraković dipl. iur. Svetlana Zelić.
- 2015. – 2020.: predsjednik vlč. dr Marinko Stantić; potpredsjednik Kristian Molnar; tajnik Sanela Kolar; blagajnik Kristina Križan; Dalibor Križan; Vedran Jegić; Aleksandra Laluja; Tatjana Pelhe; Nataša Stipančević; Kristina Ivković; Nevena Gabrić; Biljanja Vojnić Hajduk; Dario Marton.
- 2020. – 2025.: predsjednik vlč. dr. Marinko Stantić; potpredsjednik Kristian Molnar; tajnik Kristina Križan; blagajnik Sandra Antunović; Vedran Jegić; Nataša Stipančević; Dalibor Križan; Adrijana Ivandekić; Dario Vuković; Nada Gabrić; Biljana Vojnić Hajduk; Dario Marton; Sanela Molnar.

## Vanjske poveznice
- Službene stranice  Arhivirana inačica izvorne stranice od 28. listopada 2007. (Wayback Machine)
- Kanal HosanaFesta na YouTubeu
- https://hosanafest.org/